# Calodipoena colima
Calodipoena colima là một loài nhện trong họ Mysmenidae.
Loài này thuộc chi Calodipoena. Calodipoena colima được Willis J. Gertsch miêu tả năm 1960.